# Karang Anyar (Sawah Besar)
Karang Anyar is een plaats (wijk) - (kelurahan) in het bestuurlijke gebied Sawah Besar, Jakarta Pusat (Centraal-Jakarta) in de provincie Jakarta, Indonesië.  De plaats telt 26.923 inwoners (volkstelling 2010).